# San José de la Raya
San José de la Raya är en ort i Mexiko.   Den ligger i kommunen Chichiquila och delstaten Puebla, i den sydöstra delen av landet, 220 km öster om huvudstaden Mexico City. San José de la Raya ligger 1 871 meter över havet och antalet invånare är 119.
Terrängen runt San José de la Raya är lite bergig. Runt San José de la Raya är det ganska tätbefolkat, med 214 invånare per kvadratkilometer. Närmaste större samhälle är Huatusco de Chicuellar, 7,8 km öster om San José de la Raya. I omgivningarna runt San José de la Raya växer huvudsakligen savannskog.